# Harpaphe pottera
Harpaphe pottera är en mångfotingart som beskrevs av Chamberlin 1949. Harpaphe pottera ingår i släktet Harpaphe och familjen Xystodesmidae. Inga underarter finns listade i Catalogue of Life.